# Hervé Renard
Hervé Renard (Aix-les-Bains, 30 september 1968) is een Frans voormalig profvoetballer en huidig voetbaltrainer. In zijn spelerscarrière kwam hij als verdediger uit bij AS Cannes en enkele kleinere binnenlandse clubs. Na zijn carrière als speler was hij vooral werkzaam als bondscoach van diverse Afrikaanse landen. Na het winnen van de Africa Cup of Nations in 2015 met Ivoorkust werd hij de eerste trainer die het toernooi wist te winnen met twee verschillende landen, nadat hij daar in 2012 ook al in slaagde met Zambia. Tussen 2019 tot 2023 coachte hij het Saoedisch voetbalelftal. Sinds maart 2023 is hij de bondscoach van het Franse vrouwenelftal.

## Spelerscarrière
Renard maakte in 1983 op 15-jarige leeftijd zijn debuut bij AS Cannes. In zijn zeven jaren bij de club werd hij nooit een echte vaste waarde. In 1991 maakte de verdediger de overstap naar de vierdeklasser Stade de Vallauris, waar hij acht seizoenen zou spelen. In 1997 verkaste hij naar SC Draguignan, dat uitkwam in de derde klasse. In 1998 zette de Savoyaard een punt achter zijn carrière en behaalde hij zijn trainersdiploma. 

## Trainerscarrière
Na zijn voetbalpensioen combineerde hij een job als vuilnisman met het trainerschap bij Draguignan. In 2002 werd hij assistent-trainer bij het Chinese Schanghai Cosco. Nadien werd hij hoofdtrainer bij tal van kleinere clubs in Europa en Afrika. Op 12 februari 2012 boekte hij een eerste groot succes door met Zambia de CAF Africa Cup of Nations te winnen. Hij had die Afrikaanse ploeg tweemaal onder zijn hoede: van 7 mei 2008 tot 6 april 2010 (17 duels) en van 24 oktober 2011 tot 6 oktober 2013 (22 duels).
Vanaf de zomer van 2014 was Renard werkzaam als bondscoach van Ivoorkust als opvolger van zijn landgenoot Sabri Lamouchi, die terugtrad na het WK 2014 in Brazilië, waar "De Olifanten" strandden in de eerste ronde. In 2015 won hij met de Ivorianen de CAF Africa Cup of Nations. Daarmee schreef Renard geschiedenis: hij werd de eerste trainer die met twee verschillende Afrikaanse landen het landentoernooi won. "Ik draag deze titel op aan alle Ivorianen", zei Renard na de spannende finale in Bata tegen Ghana. Na 120 doelpuntloze minuten bleek zijn ploeg de betere in de strafschoppenreeks, die met 9-8 eindigde.
Op 22 mei 2015 trad hij terug als bondscoach van het West-Afrikaanse land. Hierna werd hij hoofdtrainer bij Lille OSC. Wegens tegenvallende resultaten werd hij in november 2015 alweer ontslagen. Op 16 februari 2016 werd hij aangesteld als bondscoach van Marokko, waar hij aantrad als opvolger van Badou Zaki. Daar raakte hij in conflict met de Marokkaanse sterspeler Hakim Ziyech, toen hij besloot die niet op te nemen in de selectie voor de CAF Africa Cup of Nations van 2017. Later kreeg de speler van Ajax wel een oproep voor de wedstrijden tegen Nederland en Kameroen, maar die liet hij schieten. Op vrijdag 30 juni 2017 hadden beiden een verzoeningsgesprek in Amsterdam en tekenden zij de vrede. Op 11 november 2017 wist Hervé Renard zich met Marokko na twintig jaar weer te plaatsen voor een wereldkampioenschap voetbal, het WK 2018 in Rusland. Na twee nipte nederlagen tegen Iran en Portugal en een gelijkspel tegen Spanje eindigde Marokko als laatste in groep B en was de uitschakeling al na drie speeldagen een feit. Na de CAF Africa Cup of Nations van 2019, waar Marokko sneuvelde in de achtste finales, stapte Renard op als Marokkaans bondscoach. 
Eind juli 2019 werd Renard bondscoach van Saoedi-Arabië. In maart 2022 plaatste het Arabische land zich onder zijn hoede voor het WK in Qatar later dat jaar. Op het WK zelf verraste Saoedi-Arabië iedereen door op de eerste speeldag met 1-2 te winnen van uiteindelijke winnaar Argentinië, terwijl het voor de rust nog achter stond. De overwinning werd algemeen beschouwd als een van de grootste verrassingen van het toernooi en Renard werd geprezen om zijn motiverende speech tijdens de rust. Toch werd het verhaal van Saoedi-Arabië op het WK geen sprookje: na nederlagen tegen Polen en Mexico was het land alsnog uitgeschakeld in de groepsfase.
In maart 2023 werd Renard gelinkt met een job als bondscoach bij het Frans vrouwenelftal, waar onrust heerste binnen de spelersgroep. Kort nadien volgde ook de officiële aanstelling. In de zomer coachte hij Frankrijk op WK voor vrouwen. Daar werd hij op 29 juli de eerste trainer ooit die zowel op een mannen-WK als op een vrouwen-WK een wedstrijd wist te winnen na een 2-1-zege tegen Brazilië. In de kwartfinale werd Frankrijk na strafschoppen uitgeschakeld door gastland Australië.

## Privéleven
Renard heeft een relatie met Viviane Dièye, weduwe van Bruno Metsu. De grootouders van de moeder van Herve Renard kwamen uit Polen. 

## Erelijst
Als trainer
 Zambia
- CAF Africa Cup of Nations: 2012
- COSAFA Cup: 2013

 Ivoorkust
- CAF Africa Cup of Nations: 2015

Individueel
- Afrikaans Trainer van het Jaar: 2012, 2015, 2018

1 Al Rubaie ·
2 Al-Ghannam ·
3 Madu ·
4 Al-Amri ·
5 Al-Bulaihi ·
6 Al-Breik ·
7 Al-Faraj  ·
8 Al-Malki ·
9 Al-Buraikan ·
10 Al-Dawsari ·
11 Al-Shehri ·
12 Abdulhamid ·
13 Al-Shahrani ·
14 Otayf ·
15 Al-Hassan ·
16 Al-Najei ·
17 Al-Tambakti ·
18 Al-Abid ·
19 Bahebri ·
20 Al-Aboud ·
21 Al-Owais ·
22 Al-Aqidi ·
23 Kanno ·
24 Al-Dawsari ·
25 Asiri ·
26 Sharahili ·
Coach: Renard